# Niersverband
Der Niersverband mit Sitz in Viersen ist seit 1992 einer der sondergesetzlichen Wasserwirtschaftsverbände in Nordrhein-Westfalen. Als Körperschaft des öffentlichen Rechts (KdöR) setzt er sich umfassend für die Verbesserung der Wasserqualität und den Gewässerschutz in der Niersregion ein und betreibt dazu im Verbandsgebiet die Abwasserreinigung und Gewässerunterhaltung mit Renaturierung und Regelung des Wasserabflusses. Laut Gesetz ist er keine Gebietskörperschaft und dient dem Wohl der Allgemeinheit und dem Nutzen seiner Mitglieder. Als nicht gewinnorientiertes Unternehmen erhebt er für seine wasserwirtschaftlichen Aufgaben Beiträge von seinen Mitgliedern.
Zur gemeinschaftlichen Interessenvertretung hat sich der Verband der Arbeitsgemeinschaft der Wasserwirtschaftsverbände in Nordrhein-Westfalen angeschlossen.

## Verbandsgebiet
Das Gebiet des Verbandes liegt in der Region Niederrhein zwischen Rhein und Maas und umfasst das in Deutschland gelegene, oberirdische Einzugsgebiet der Niers und des Nierskanals. Entlang der niederländischen Grenze reicht es im Süden von der Niersquelle bei Erkelenz nach Norden bis südlich von Kleve, wo die Niers in die Maas mündet. Davon ausgenommen sind Gebiete, die im Genossenschaftsgebiet der Linksniederrheinischen Entwässerungs-Genossenschaft liegen. Im Verbandsgebiet leben rund 750.000 Bewohner. Es ist im Oberlauf geprägt durch den Braunkohletagebau und den Sümpfungsmaßnahmen. Im Mittel und Unterlauf der Niers überwiegen die landwirtschaftlichen Nutzungen. Im langjährigen Mittel fallen als Niederschlag über 750 mm pro Jahr, Spitzenwerte liegen über 1.000 mm pro Jahr.
| Kennzahlen Niersverband @ 2024                        | Kennzahlen Niersverband @ 2024 |
| ----------------------------------------------------- | ------------------------------ |
| Nierseinzugsgebiet                                    | 1.353 km²                      |
| Einwohner (E) gesamt                                  | 740.000 E                      |
| Niederschlag (langjährig)                             | 724 mm/Jahr                    |
| Niederschlag 2024                                     | 1.051 mm/Jahr                  |
| Fließlänge Niers in DE                                | 111 km                         |
| Renaturierte Niersstrecke                             | 21,8 km                        |
| mittlerer Abfluss (langjährig)                        | 7,6 m³/s                       |
| Stauanlagen                                           | 13                             |
| Pegelanlagen                                          | 35                             |
| Betriebsanlagen                                       |                                |
| Kläranlagen                                           | 18                             |
| Reinigungskapazität (EW)                              | 1.404.000 EW                   |
| Gesamtabwasservolumen (10-J)                          | 64,4 Mio. m³/Jahr              |
| Regenwasserbehandlungsanlagen                         | 91                             |
| Pumpwerksanlagen                                      | 33                             |
| Hochwasserrückhaltebecken                             | 4                              |
| Abfälle aus Abwasserreinigung                         | rd. 100.000 t/Jahr             |
| Erl.: EW = Einwohnerwerte / 10-J = 10-jähriges Mittel |                                |

## Aufgaben

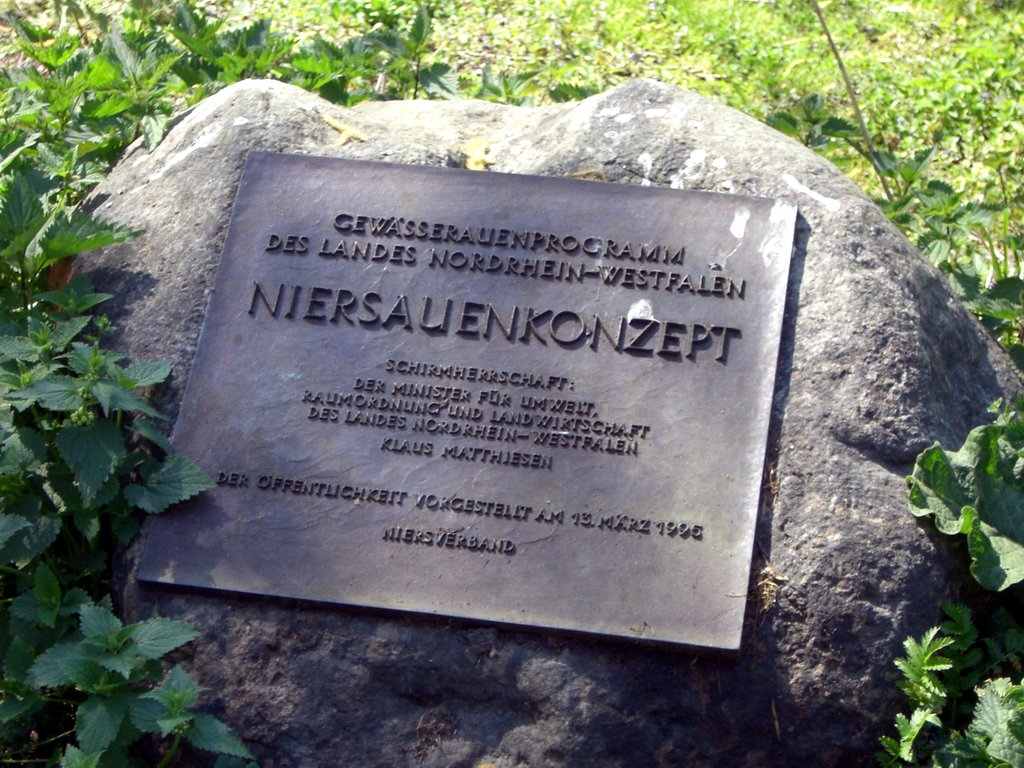
Metalltafel am Ufer der Niers zwischen Viersen und Mönchengladbach

Der Niersverband hat gemäß NiersVG an der Niers und im Niersverbandsgebiet folgende Hauptaufgaben:
- Unterhaltung von Gewässern
- Renaturierung von Gewässern
- Hochwasserschutz
- Behandlung von Niederschlagswasser
- Behandlung aller im Verbandsgebiet anfallenden Abwässer
- Entsorgung der Abfälle, die bei der Aufgabenerfüllung anfallen

Auf freiwilliger Basis kann der Verband auch Aufgaben außerhalb des Verbandsgebietes übernehmen.
Zur Erfüllung dieser Aufgaben betreibt der Verband Stauanlagen und Hochwasserrückhaltebecken zum Hochwasserschutz. Des Weiteren erfolgt der Betrieb von Kläranlagen (siehe hier) und im Rahmen der Niederschlagswasserbehandlung eine Vielzahl an Regenüberlaufbecken und Regenrückhaltebecken.

## Geschichte
Der Niersverband war durch preußisches Gesetz vom 22. Juli 1927 als Wasser- und Bodenverband gegründet worden mit dem Ziel, den Gewässerabfluss zu regeln, die häufigen Überschwemmungen zu begrenzen oder zu vermeiden sowie das im Verbandsgebiet anfallende Abwasser zu reinigen. Das Niersverbandsgebiet gehörte damals zur Rheinprovinz des Landes Preußen. Vorbild für die Gründung des Niersverbandes war die Emschergenossenschaft, die seit 1904 bestand. Ebenfalls nach diesem Vorbild gründete man 1913 den Ruhrverband und die Linksrheinische Entwässerungsgenossenschaft LINEG sowie 1925 den Lippeverband und später den Wupperverband (1930).
Mit dem Niersverbandsgesetz (NiersG) vom 15. Dezember 1992 hat das Land Nordrhein-Westfalen den Verband in eine KdöR umgewandelt und damit die rechtliche Grundlage des Verbandes neu formuliert. Die Aufgaben des Niersverbandes wurden präzisiert und auf die Bewirtschaftung des Grundwassers und auf die Renaturierung von Gewässer ausgedehnt. Außerdem erfolgte eine Neuregelung der Selbstverwaltung.

## Organisation
Der Niersverband ist eine selbstverwaltete Körperschaft des öffentlichen Rechts. Er vertritt die Belange seiner Mitglieder im Rahmen der gesetzlichen Anforderungen. Die Rechtsaufsicht liegt beim nordrhein-westfälischen Ministerium für Umwelt, Naturschutz, Landwirtschaft und Verbraucherschutz. Organe des Niersverbandes sind:
- die Verbandsversammlung
- der Verbandsrat
- die Vorständin

Die Mitglieder (s. folgender Abschnitt) entsenden die von Stimmgruppen gewählten Delegierten in die Verbandsversammlung, die mindestens einmal jährlich tagt. Die gewählten Delegierten werden durch Mitglieder der Landwirtschaftskammer ergänzt. Der Verbandsrat hat die Funktion eines Aufsichtsgremiums. Er besteht aus 15 Mitgliedern. Fünf dieser Mitglieder sind Vertreter der Arbeitnehmer. Der Vorstand erledigt die Geschäfte der laufenden Verwaltung und ist gesetzlicher Vertreter des Verbandes.
Mitglieder des Niersverbandes
- 6 Kreise
  - Kreis Düren, Kreis Heinsberg, Kreis Kleve, Kreis Neuss, Kreis Viersen, Kreis Wesel
- 33 Gemeinden und kreisfreie Städte (hier Auswahl)
  - Brüggen, Erkelenz, Geldern, Goch, Issum, Kempen
  - Kerken, Kevelaer, Kleve, Mönchengladbach, Nettetal, Grefrath
  - Rheurdt, Sonsbeck, Straelen, Uedem, Viersen
  - Wachtendonk, Weeze, Willich
- 12 Träger der öffentlichen Wasserversorgung
- 258 größere Unternehmen im Verbandsgebiet

## Kläranlagen
Im Verbandsgebiet werden vom Niersverband 18 Kläranlagen (KA) betrieben:
- KA Brüggen, KA Dülken, KA Geldern, KA Geldern-Walbeck, KA Goch, KA Grefrath, KA Hassum*, KA Kervenheim, KA Kessel*,  KA Kevelaer-Weeze
- KA Landwehrbach (Kerken), KA Mönchengladbach-Neuwerk, KA Nette (Nettetal), KA Sonsbeck, KA Straelen, KA Straelen-Herongen, KA Uedem, KA Wachtendonk

Die zwei Anlagen (*) sollen übergeleitet werden zur größeren Anlage in Goch.

## Sonstiges
Der Niersverband verzeichnet Folgen der globalen Erwärmung. Es gibt mehr lokale Starkregenereignisse als früher.
Bei erlaubten 2,8 Milligramm Stickstoff pro Liter Wasser wurde 2016 in der Niers eine Konzentration von sechs bis sieben Milligramm pro Liter gemessen. Das Nitratproblem besteht weiterhin; auch Phosphor und Medikamentenrückstände sind im Wasser. In der großen Kläranlage Mönchengladbach-Neuwerk sind bis 2035 Investitionen in Höhe von insgesamt 184 Millionen Euro geplant.